# Hemimorina orillata
Hemimorina orillata là một loài bướm đêm trong họ Geometridae.